# バシリカ・パッラディアーナ

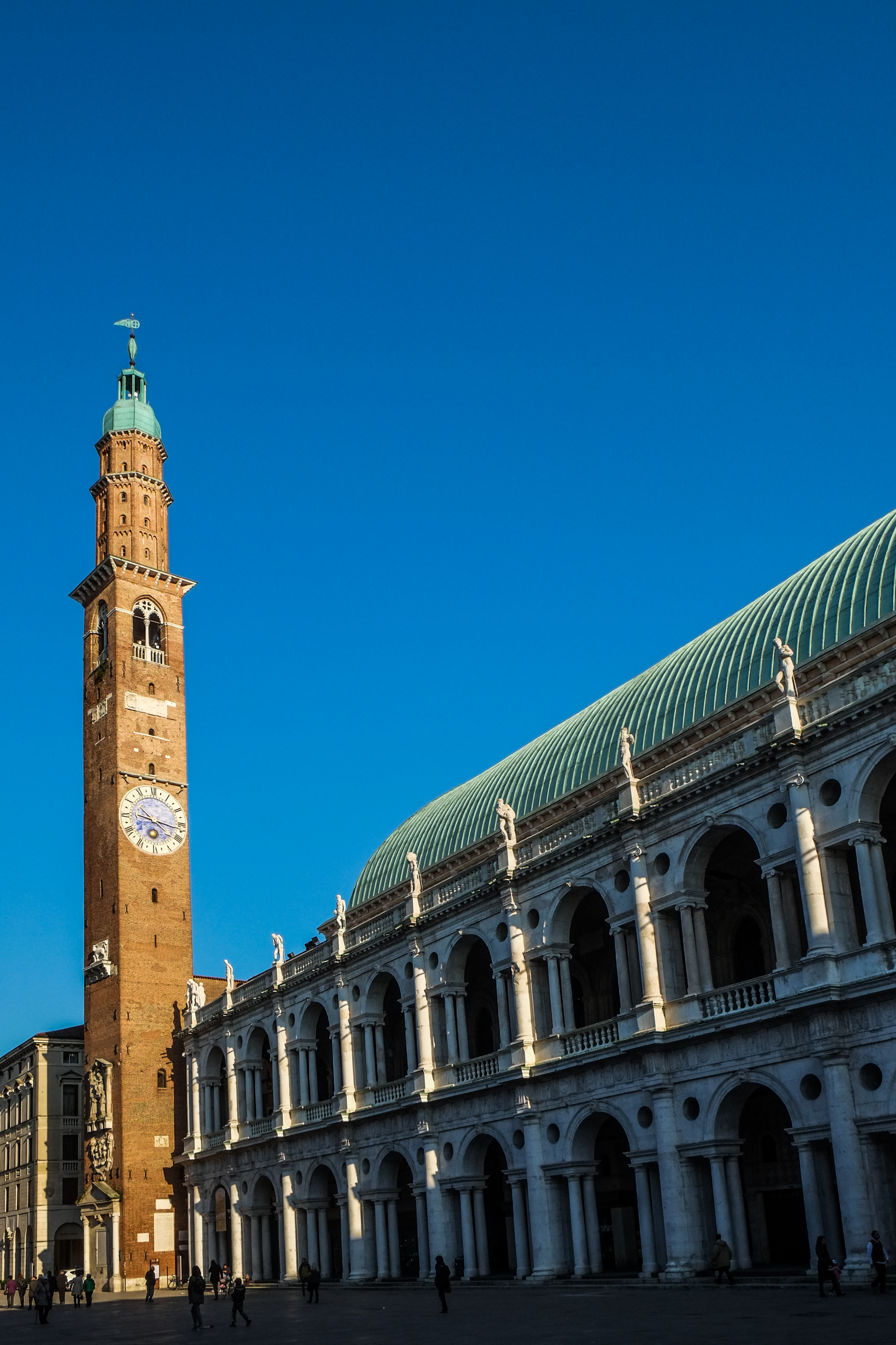
ビサーラ塔とバシリカ・パッラディアーナ

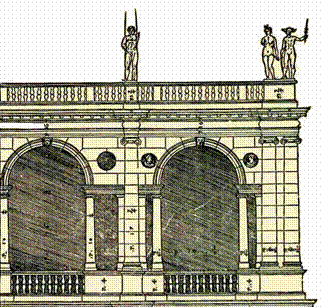
パラディアーナ形式の開廊側面

バシリカ・パッラディアーナ（イタリア語: Basilica Palladiana）は、イタリアのヴィチェンツァにある公会堂（バシリカ）。街の中心のシニョーリ広場に面し、ルネサンス期の著名な建築家アンドレーア・パッラーディオが生み出した『パラディアーナ』と呼ばれるアーチと柱を組み合わせた開口部を持つロッジア（開廊）が初めて設けられたことで有名な建物である。日本語ではバシリカ・パラディアーナと表記されることもある。

## 概要
15世紀に建てられたゴシック様式の公共施設であったラジョーネ宮が、この建物の基となっている。1549年、当時は若手建築家であったアンドレーア・パッラーディオは、この既存の建物の外壁に、白大理石で造られたアーチ両脇に柱梁の小間を配する『セルリアーナ』（パラディアーナ）形式のロッジア（開廊）を設け、建物を改築する提案を行った。この案は既に名声を確立していたヤーコポ・サンソヴィーノやジュリオ・ロマーノなどの案を退け、市当局の改築計画に採用されることになった。改築工事はアンドレーア・パッラーディオの死後も続けられ1614年に完工した。改築された建物は、古代ローマの公会堂バシリカと建築家パッラディアーナの名を取りバシリカ・パッラディアーナと呼ばれるようになった。
建物の上層階は柱のない大空間のホールとなっていて、400人が同時に出席して会議を開くことが出来るスペースとなった。船底を逆にしたような形をしている銅ふき屋根は、パドヴァのラジョーネ宮から着想を得たと言われている。ラジョーネ宮時代のゴシック様式の外壁を形作っていた赤や橙色の大理石は、現在でもロッジアの建物内側壁に見ることが出来る。
現在は、この大ホールは展示施設として使われている。

## アクセス
- ヴィチェンツァ駅から北東へ、徒歩約1km
- 市バス10系統Basilica-Piazzetta Largo Neri Pozzaバス停より、北へ約100m